# Peyton Hillis
Pour les articles homonymes, voir Hillis.
(en) Statistiques sur pro-football-reference
Peyton Hillis, né le 21 janvier 1986 à Conway (Arkansas), est un joueur américain de football américain évoluant au poste de running back.

## Carrière
Étudiant à l'université de l'Arkansas, il joua pour les Razorbacks de l'Arkansas.
Il fut sélectionné lors de la draft 2008 de la NFL à la 227e place (septième tour) par les Broncos de Denver.
Joueur peu utilisé et employé surtout comme fullback par les Broncos, il se révèle avec les Browns de Cleveland au cours de la saison 2010, durant laquelle il court pour 1 177 yards, inscrit 11 touchdowns et reçoit pour 477 yards. Ces bonnes performances font qu'il est ensuite le premier joueur élu par les internautes à figurer sur la pochette du jeu vidéo Madden NFL 12.
Sa saison 2011 est beaucoup plus compromise, du fait de blessures qui l'empêchent de retrouver son niveau de l'année précédente et qui jettent le doute sur ses capacités réelles. À l'issue de cette saison décevante, il est libéré par les Browns, et rejoint les Chiefs de Kansas City.
Chez les Chiefs, il ne retrouve toujours pas son niveau de 2010. Après une saison 2012 encore plus mauvaise, avec uniquement deux départs, un peu plus de 300 yards gagnés pour seulement un touchdown et deux fumbles perdus, il est de nouveau libéré.
Il signe en octobre 2013 avec les Giants de New York. Il est libéré en février 2015.

## Statistiques
| Année  | Équipe                | MJ     |     | Courses | Courses | Courses | Courses |       | Passes réceptionnées | Passes réceptionnées | Passes réceptionnées | Passes réceptionnées |  | Fumbles | Fumbles |
| Année  | Équipe                | MJ     | Nb. | Yards   | Moy.    | TD      | Nb.     | Yards | Moy.                 | TD                   | Nb.                  | Perdus               |  |         |         |
| 2008   | Broncos de Denver     | 12     | 68  | 343     | 5,0     | 5       | 14      | 179   | 12,8                 | 1                    | 0                    | 0                    |  |         |         |
| 2009   | Broncos de Denver     | 14     | 13  | 54      | 4,2     | 1       | 4       | 19    | 4,8                  | 0                    | 1                    | 1                    |  |         |         |
| 2010   | Browns de Cleveland   | 16     | 270 | 1 177   | 4,4     | 11      | 61      | 477   | 7,8                  | 2                    | 8                    | 5                    |  |         |         |
| 2011   | Browns de Cleveland   | 10     | 161 | 587     | 3,6     | 3       | 22      | 130   | 5,9                  | 0                    | 2                    | 1                    |  |         |         |
| 2012   | Chiefs de Kansas City | 13     | 85  | 309     | 3,6     | 1       | 10      | 62    | 6,2                  | 0                    | 2                    | 2                    |  |         |         |
| 2013   | Giants de New York    | 7      | 73  | 247     | 3,4     | 2       | 13      | 96    | 7,4                  | 0                    | 2                    | 1                    |  |         |         |
| 2014   | Giants de New York    | 9      | 26  | 115     | 4,4     | 0       | 10      | 87    | 8,7                  | 0                    | 0                    | 0                    |  |         |         |
| Totaux | Totaux                | Totaux | 696 | 2 832   | 4,1     | 23      | 134     | 1 050 | 7,8                  | 3                    | 15                   | 10                   |  |         |         |

## Vie personnelle
Le 4 janvier 2023, Hillis est hospitalisé après avoir sauvé ses enfants de la noyade à Pensacola. La situation d'Hillis est décrite comme critique et comme ayant des problèmes avec ses poumons et reins. Le 12 janvier 2023, il est annoncé qu'Hillis a été retiré du ventilateur et que sa condition s'améliore. Il sort de l'hôpital le 21 janvier 2023.